# Pipecolinsäure
Pipecolinsäure, auch Piperidin-2-carbonsäure,  ist in ihrer natürlichen L-Form eine nichtproteinogene Aminosäure. Sie entsteht aus L-Lysin entweder als Zwischenstufe beim Abbau der Aminosäure oder über α-Desaminierung mit anschließender Cyclisierung und Reduktion.

## Isomere
Die Pipecolinsäure besitzt ein Stereozentrum, somit ist sie optisch aktiv und es existieren zwei Enantiomere: L-Pipecolinsäure [Synonym: (S)-Pipecolinsäure] und die spiegelbildlich aufgebaute D-Pipecolinsäure [Synonym: (R)-Pipecolinsäure]. Ein 1:1-Gemisch aus D- und L-Form wird als Racemat oder DL-Pipecolinsäure bezeichnet.
| Isomere von Pipecolinsäure |                                       |                                       |
| Name                       | L-Pipecolinsäure                      | D-Pipecolinsäure                      |
| Andere Namen               | (S)-Pipecolinsäure (−)-Pipecolinsäure | (R)-Pipecolinsäure (+)-Pipecolinsäure |
| Strukturformel             |                                       |                                       |
| CAS-Nummer                 | 3105-95-1                             | 1723-00-8                             |
| CAS-Nummer                 | 535-75-1 (Racemat)                    |                                       |
| EG-Nummer                  | 221-462-1                             | 217-024-4                             |
| EG-Nummer                  | 208-616-3 (Racemat)                   |                                       |
| ECHA-Infocard              | 100.019.511                           | 100.015.477                           |
| ECHA-Infocard              | 100.007.835 (Racemat)                 |                                       |
| PubChem                    | 439227                                | 736316                                |
| PubChem                    | 849 (Racemat)                         |                                       |
| Wikidata                   | Q27104171                             | Q27104476                             |
| Wikidata                   | Q7197255 (Racemat)                    |                                       |

## Vorkommen
Pipecolinsäure wurde in verschiedenen Mikroorganismen, Pflanzen und Tieren gefunden. In den Pflanzen hat Pipecolinsäure eine wichtige Rolle als Regulator pflanzlicher Resistenzreaktionen. Sie wurde auch im Murchison-Meteorit nachgewiesen.

## Gewinnung und Darstellung
Die Synthese der natürlichen, nicht-proteinogenen racemischen Pipecolinsäure ist seit langem bekannt. Eine Synthesevariante
ist die katalytische Reduktion von α-Picolinsäure und anschließende Racemattrennung mittels fraktionierender Kristallisation mit Weinsäure. Das natürlich vorkommende (S)-Enantiomer kann durch unterschiedliche Cyclisierungsreaktionen ausgehend von (S)-Lysin dargestellt. In neuerer Zeit wurden weitere, sowohl diastereoselektive als auch enantioselektive Synthesevarianten beschrieben.

## Verwendung
Die Bestimmung der Pipecolinsäure wird in der medizinischen Diagnostik verwendet bei:
- neonatalen Anfällen bzw. bei Verdacht auf Pyridoxin-abhängige Epilepsie (Bestimmung mittels Gaschromatographie/Massenspektrometrie)[12]
- Verdacht auf Zellweger-Syndrom[13]